# STK40
STK40 (англ. Serine/threonine kinase 40) – білок, який кодується однойменним геном, розташованим у людей на короткому плечі 1-ї хромосоми.  Довжина поліпептидного ланцюга білка становить 435 амінокислот, а молекулярна маса — 49 001.
| 10         |  | 20         |  | 30         |  | 40         |  | 50         |
| ---------- |  | ---------- |  | ---------- |  | ---------- |  | ---------- |
| MKRRASDRGA |  | GETSARAKAL |  | GSGISGNNAK |  | RAGPFILGPR |  | LGNSPVPSIV |
| QCLARKDGTD |  | DFYQLKILTL |  | EERGDQGIES |  | QEERQGKMLL |  | HTEYSLLSLL |
| HTQDGVVHHH |  | GLFQDRTCEI |  | VEDTESSRMV |  | KKMKKRICLV |  | LDCLCAHDFS |
| DKTADLINLQ |  | HYVIKEKRLS |  | ERETVVIFYD |  | VVRVVEALHQ |  | KNIVHRDLKL |
| GNMVLNKRTH |  | RITITNFCLG |  | KHLVSEGDLL |  | KDQRGSPAYI |  | SPDVLSGRPY |
| RGKPSDMWAL |  | GVVLFTMLYG |  | QFPFYDSIPQ |  | ELFRKIKAAE |  | YTIPEDGRVS |
| ENTVCLIRKL |  | LVLDPQQRLA |  | AADVLEALSA |  | IIASWQSLSS |  | LSGPLQVVPD |
| IDDQMSNADS |  | SQEAKVTEEC |  | SQYEFENYMR |  | QQLLLAEEKS |  | SIHDARSWVP |
| KRQFGSAPPV |  | RRLGHDAQPM |  | TSLDTAILAQ |  | RYLRK      |  |            |

A: Аланін

C: Цистеїн

D: Аспарагінова кислота

E: Глутамінова кислота

F: Фенілаланін

G: Гліцин

H: Гістидин

I: Ізолейцин

K: Лізин

L: Лейцин

M: Метіонін

N: Аспарагін

P: Пролін

Q: Глутамін

R: Аргінін

S: Серин

T: Треонін

V: Валін

W: Триптофан

Кодований геном білок за функціями належить до трансфераз, кіназ, серин/треонінових протеїнкіназ. 
Задіяний у таких біологічних процесах як поліморфізм, альтернативний сплайсинг. 
Білок має сайт для зв'язування з АТФ, нуклеотидами. 
Локалізований у цитоплазмі, ядрі.